# Olios lacticolor
Olios lacticolor är en spindelart som beskrevs av Lawrence 1952. Olios lacticolor ingår i släktet Olios och familjen jättekrabbspindlar. Inga underarter finns listade i Catalogue of Life.